# Forêt ancienne du Lac-des-Neiges
La forêt ancienne du Lac-des-Neiges est un écosystème forestier exceptionnel situé à Lac-Jacques-Cartier au Québec (Canada). Elle protège une sapinière à épinette noire située à l'étage montagnard âgée d'environ 200 ans. Elle est localisée dans la réserve faunique des Laurentides, à proximité du lac des Neiges.

## Toponymie
Le nom de la forêt ancienne du Lac-des-Neiges provient du lac des Neiges qui est situé à proximité. Le nom du lac apparait sur une carte du père Pierre-Michel Laure de 1731. Le nom du lac fait référence à la neige qui persiste sur les sommets des montagnes environantes une bonne partie de l'année. 

## Géographie
La forêt ancienne du Lac-des-Neiges est située à 70 km au nord de Québec, dans le territoire non organisé de Lac-Jacques-Cartier. Elle est divisée en trois secteurs ayant au total 408 ha. Le sol est composé de till épais ayant plus de 25 cm. Le climat y est frais et humide.
Elle est située dans la réserve faunique des Laurentides.

## Flore
La forêt ancienne du Lac-des-Neiges est une sapinière à épinette noire âgée d'environ 200 ans. Il s'agit une forêt qui n'a pas connu de perturbation naturelle ou anthropique, fait rare du fait que la forêt au nord de Québec est exploité depuis plus d'un siècle. On y retrouve aussi le champignon Leptoporus mollis et l'hépatique Anastrophyllum hellerianum qui sont associés aux forêts ayant des gros débris ligneux peu dégradés. La forêt est dominée par le sapin baumier (Abies balsamea). Le caractère montagnard de la forêt se caractérise par la présence d'arbres de petites tailles et un couvert forestier de faible densité. On y retrouve aussi de l'épinette noire (Picea mariana) et du bouleau à papier (Betula papyrifera) en densité faible. La présence du bouleau à papier est plus importante dans les chablis les plus importants. La regénération est composée principalement de sapins baumiers et occasionnellement d'épinette noire et de bouleau à papier.
La strate herbacée est touffue et dominée par la ronce pubescente (Rubus pubescens) et le gymnocarpe fougère-du-chêne (Gymnocarpium dryopteris). Le parterre est dominé par endroit par les mousses Pleurozium schreberi et Hylocomium splendens.